# 이폴리토 데스테

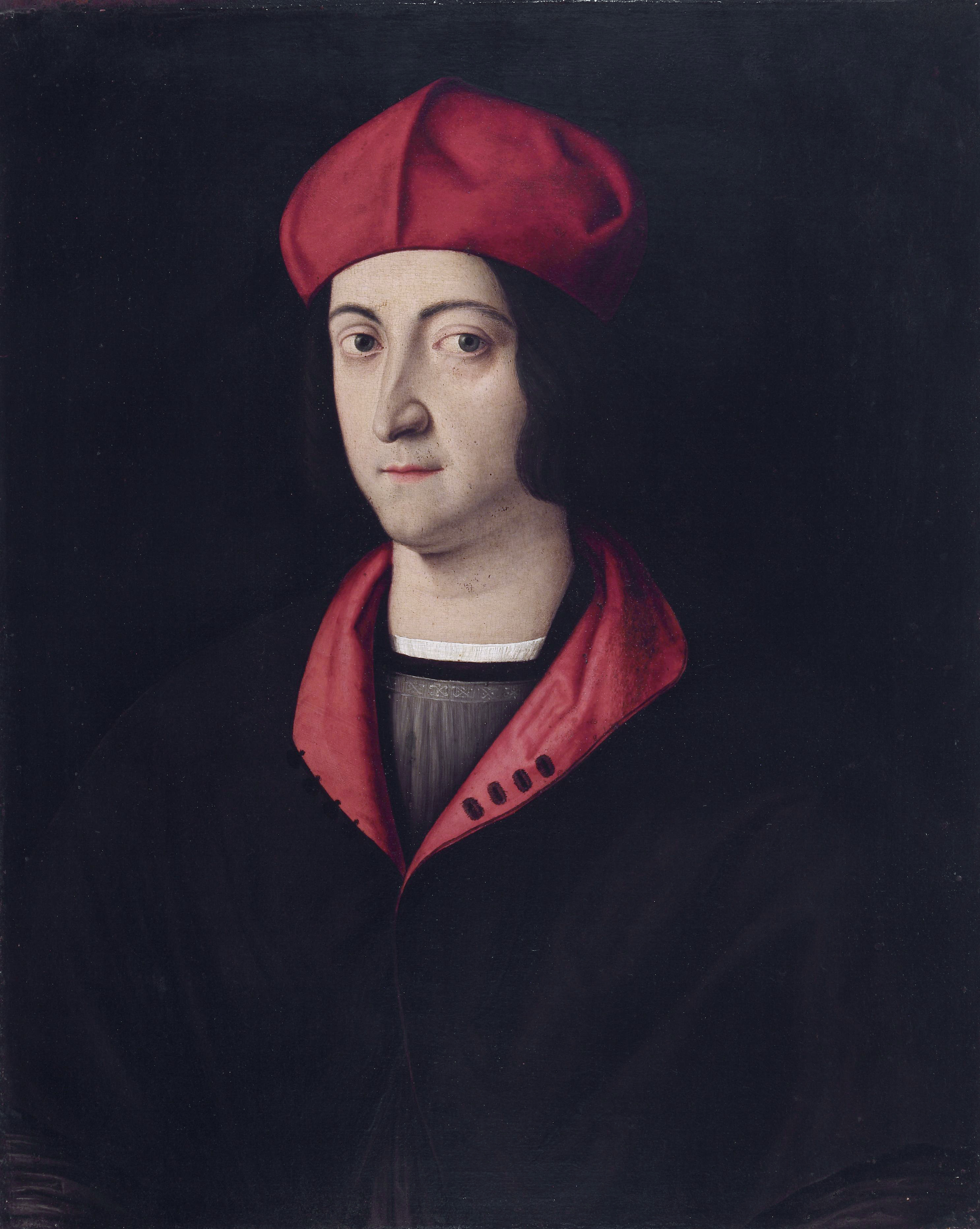

이폴리토 데스테(이탈리아어: Ippolito (I) d'Este, 1479년 3월 20일 - 1520년 9월 3일)는 로마 가톨릭교회의 추기경이자 에스테 가문의 한 사람이었다.

## 일대기
이폴리토는 이탈리아 페라라에서 에르콜레 데스테 공작과 아라곤의 엘레오노레의 아들로 태어났으며 바로 성직자 교육을 받았다. 1485년 여섯 살의 나이에 그는 이미 대수도원장이 되었으며 2년 뒤에는 마티아스 코르비누스 국왕과 결혼한 그의 이모 아라곤의 베아트릭스 덕분에 헝가리의 에스테르곰 대주교가 되었다. 나중에 교황 인노첸시오 8세의 결정에 따라 열여덟 살이 될 때까지 다른 직책은 부여받지 않았으며 그동안 헝가리 궁정에서 수학했다.
마티아스 국왕의 사망 후, 이폴리토는 자주 이탈리아로 여행을 갔다. 여행하던 중, 그는 1493년 9월 20일 교황 알렉산데르 6세에 의해 추기경으로 지명되었다. 3년 뒤 이폴리토는 헝가리를 강타한 기근을 피해 250명의 하인을 이끌고 이탈리아로 돌아와 로마에 도착하였다. 이폴리토는 로마에 거주하면서 대교구장 서리로서 밀라노 대교구를 이끌다가 1497년 밀라노 대교구장에 착좌하였으며 1509년 추기경에 공식 서임되었다. 1500년 교황청의 세금계산서에 따르면, 그는 5대 부자 가운데 한 사람이었다고 한다. 그의 영향력은 형 알폰소가 알렉산데르 6세의 딸인 루크레치아 보르자와 결혼하고, 그 자신은 성 베드로 대성전의 수석사제 칭호를 받으면서 더욱 커졌다. 이폴리토는 1503년 2월 15일까지 로마에 머물렀으며, 나중에 부친 에르콜레의 친프랑스 책략 때문에 교황과의 관계가 나빠졌다.
알렉산데르 6세의 선종 후, 즉위한 교황 비오 3세는 이폴리토를 페라라 교구장에 임명하였다. 그러나 이폴리토는 다시 짧은 기간 비오 3세의 후임자인 율리오 2세와 함께 있다가, 1507년에서야 교황청을 떠났다. 그렇지만, 다음해에 율리오 2세는 벤티볼리오 가문의 음모 사건에서의 그의 처신을 격찬하였다. 1509년에 그는 성공적으로 군대를 이끌어 폴레셀라 전투에서 결정적으로 승리를 거둠으로써, 1484년에 에스테 가문이 베네치아와의 전쟁에서 잃은 폴레시네 영토를 회복하였다.
7월 27일에 율리오 2세는 이폴리토를 로마로 다시 불러들였지만, 생명의 위험을 느낀 이폴리토는 헝가리로 달아났다. 1511년 5월 16일, 이폴리토는 몇몇 다른 추기경들과 함께 분열적 성향의 피사 공의회에 참석해서 율리오 2세에게 항의하는 연설을 하였다. 하지만, 그의 형 알폰소가 이를 말리면서 분열을 포기하였다. 그러자 율리오 2세는 이폴리토가 페라라로 돌아갈 수 있도록 허락하였다. 1513년에 이폴리토는 다시 헝가리로 이주하였다. 하지만 이폴리토의 불참으로 열린 교황 선거에서 메디치 가문의 교황 레오 10세가 선출되면서 그는 자신의 고향으로 다시 돌아왔다. 1514년 4월 22일, 이폴리토와 그의 가문은 과거 교황에 반기를 들며 저질렀던 모든 행위에 대한 사면을 받았다.
1519년에 이폴리토는 밀라노 대교구장 자리를 조카인 이폴리토 2세 데스테에게 물려주었다.
한편, 그는 예술의 후원자로도 유명했다. 그의 후원을 받은 이들 가운데는 시인 루도비코 아리오스토와 건축가 비아조 로세티도 있었다.
마지막으로 이탈리아로 돌아온 이폴리토는 페라라에서 바닷가재를 먹던 중에 소화불량에 걸려 선종하였다. 그의 시신은 페라라 대성당에 안장되었다.

## 같이 보기
- 알폰소 1세 데스테